# 山本耕平
山本 耕平（やまもと こうへい、1940年11月 - 2017年）は、日本の哲学者、京都大学名誉教授。

## 職歴
- 愛光高等学校卒業
- 京都大学大学院文学研究科修士課程修了（哲学）
- 1973年 京都大学文学部（西洋哲学史）助手
- 1975年 京都大学医療技術短期大学部助教授
- 1977年 奈良女子大学文学部助教授
- 1984年 京都大学文学部助教授
- 1992年 同大学大学院文学研究科教授
- 2001年 定年退官、名誉教授、聖カタリナ女子大学副学長

## 著作
全て共著・編著
- 編訳『中世思想原典集成 14 トマス・アクィナス』上智大学中世思想研究所監修、平凡社、1993年6月。ISBN 978-4582734249
- K.リーゼンフーバー、谷隆一郎、山本耕平、荒井洋一 共編著『中世における知と超越―思索の原点をたずねて』創文社、1992年3月。ISBN 978-4423100875
- 『哲学のエポック-古代ギリシァ以来、現代に至るまでの哲学の峻嶺』ミネルヴァ書房、1991年。
- 『キリスト者の敬虔-トマス・アクィナスの「レリギオ」と「ピエタス」の概念をめぐって-』ヨルダン社、1989年。
- 『トマス・アクィナス 真理論（上・下）中世思想原典集成』上智大学中世思想研究所 編・監修（第Ⅱ期 1・2巻）、平凡社、2018年